# Fritz Keller (Maler)
Fritz Keller (* 30. März 1915 in Rothenbach bei Glauchau; † 24. Mai 1994 in Bad Berka) war ein deutscher Maler.

## Leben
Keller besuchte die Volksschule und absolvierte von 1921 bis 1929 eine Lehre als Lithograf in der Glauchauer Kunstanstalt Oskar Werler. Von 1934 bis 1935 besuchte er die Kunstgewerbliche Fachschule von W. Weingärtner in Zwickau. Nach Verrichtung des Arbeitsdienstes im Jahr 1935 folgte von 1935 bis 1938 ein Studium an der Staatlichen Akademie für Graphische Künste und Buchgewerbe in Leipzig, u. a. bei Walter Buhe, Arno Drescher, Walter Tiemann, Hellmuth Weissenborn und Julius Zeitler. Nach einem Studienurlaub in Hessen folgte von 1941 bis 1943 ein weiteres Studium als Meisterschüler von Arno Drescher.
Nach dem Kriegsdienst während des Zweiten Weltkriegs war Keller bis 1948 in englische Kriegsgefangenschaft. Von 1948 bis 1951 sowie ab 1976 arbeitete er praktisch ohne größere Öffentlichkeit als freischaffender Künstler in Lichtenstein/Sa. und in Glauchau und war er außerdem von 1951 bis 1976 als Kunsterzieher im Schuldienst tätig. Keller zählt zu den Künstlern der „Verschollenen Generation“.
Ab 1950 war er Mitglied des Verbandes Bildender Künstler der DDR.
Kellers Werke wurden im Rahmen von Museumsausstellungen ausgestellt, u. a. in Chemnitz, Rostock, Glauchau und Zwickau. Er stellte auch in Galerien und Kunstvereinen aus, zum Beispiel in Dresden, Leipzig, Chemnitz, Bernburg sowie mehrfach in Berlin, Erfurt, Wiesbaden, Münster und Heidelberg.

## Rezeption
„Von den davor liegenden und zum Teil nachimpressionistisch beeinflussten Anfängen abgesehen, entsteht … ab 1948 sein an den Formsprachen der französischen Fauves, bedingt des Kubismus, vorrangig aber des deutschen klassischen Expressionismus in den Prägungen des ‚Blauen Reiter‘ und der Dresdener ‚Brücke‘ orientiertes Werk.“
„Fritz Keller blieb den expressionistischen Ausdrucksformen zeitlebens treu und schuf seit den 1950er Jahren bis zu seinem Tod ein famoses Werk in Abkehr von den akademischen Regeln, unbeeindruckt von Moden und Diktaten.“

## Öffentliche Sammlungen mit Werken Kellers (mutmaßlich unvollständig)
- Oelsnitz: Sammlung Erzgebirgische Landschaftskunst[3]
- Salzburg: Museum Kunst der Verlorenen Generation[4]

## Weitere Werke (Auswahl)
- Früchte[5]

## Ausstellungen (unvollständig)

### Einzelausstellungen
- 1985: Glauchau, Museum Schloss Hinterglauchau (Gemälde und Gouachen)
- 1985: Chemnitz, Galerie am Brühl
- 1989: Berlin; Galerie Passage (Gemälde)
- postum 2024: Hennersdorf, Alte Schule zu Hennersdorf (Gemälde, Gouachen, Aquarelle; mit Erik Neukirchner)

### Ausstellungsbeteiligungen
- 1945: Glauchau, Stadt- und Heimatmuseum („Kunstausstellung der Glauchauer Künstler“)[6]
- 1948: Chemnitz, Schlossberg-Museum, und Glauchau, Stadt- und Heimatmuseum Glauchau („Mittelsächsische Kunstausstellung“)[7]
- 1979 und 1985: Chemnitz, Bezirkskunstausstellungen
- 1984/1985 Karl-Marx-Stadt, Städtisches Museum am Theaterplatz („Retrospektive 1945 – 1984. Bildende Kunst im Bezirk Karl-Marx-Stadt“)
- postum 2018/2019: Chemnitz, Neue Sächsische Galerie („Generation im Schatten“)